# William Grover-Williams
William Grover-Williams,  francosko-britanski dirkač Formule 1, * 16. januar 1903, Montrouge, Pariz, Francija, † pomlad 1945, Berlin, Tretji rajh.
William Grover-Williams je pokojni francosko-britanski dirkač, ki je pred drugo svetovno vojno dosegel več zmag na pomembnejših evropskih dirkah za Veliko nagrado. Leta 1943 je bil kot vohun s strani Nemcev zajet in spomladi leta 1945 usmrčen.

## Kariera
William Grover-Williams se je rodil 16. januarja 1903 v Montrougu, predmestju Pariza, angleškemu očetu in francoski materi. Ob izbruhu prve svetovne vojne se je družina preselila v Monako, kjer se je William zaposlil kot šofer. Poučen kot mehanik in fasciniran nad motoriziranimi vozili, je Grover-Williams kupil motocikel in z njim začel dirkaško kariero. Po vrnitvi v Pariz leta 1919 je delal kot šofer znanem irskemu umetniku Williamu Orpenu.
V sezoni 1926 se je začel z Bugattijem udeleževati francoskih dirk. Prvo zmago je dosegel v sezoni 1928, ko je zmagal na dirki za Veliko nagrado Francije. Zmago na dirki za Veliko nagrado Francije je ponovil tudi v naslednji sezoni 1929, ko je bila to edina evropska dirka najvišjega range Grandes Épreuves, ob tem pa še na prvi dirki za Veliko nagrado Monaka z dirkalnikom Bugatti 35B, kjer je premagal favoriziranega Rudolfa Caracciolo z Mecedesom. 
V sezoni 1931 je skupaj s Cabertom Conellijem zmagal na prvenstveni dirki za Veliko nagrado Belgije, ob tem pa še na dirki za Veliko nagrado La Baule, na kateri je zmagal še v letih 1932 in 1933. Nato se je udeleževal dirk le še občasno do izbruha druge svetovne vojne, kjer je sodeloval v francoskem odporniškem gibanju skupaj z dirkačema Robertom Benoistom in Jeanom-Pierrom Wimillom, bil zajet in s strani Nemcev leta 1945 usmrčen v Berlinu. 

## Pomembnejše zmage
- Velika nagrada Belgije 1931
- Velika nagrada Francije 1928, 1929
- Velika nagrada La Baule 1931, 1932, 1933
- Velika nagrada Monaka 1929